# Kinderbeuern
Kinderbeuern là một đô thị ở huyện Bernkastel-Wittlich, trong bang Rheinland-Pfalz, Đô thị Kinderbeuern có diện tích 5,56 km², dân số thời điểm ngày 31 tháng 12 năm 2006 là 1099người. 